# Gandawa-Wevelgem 2017
79. edycja wyścigu kolarskiego Gandawa-Wevelgem odbyła się 26 marca 2017 i liczyła 249,2 km. Start wyścigu miał miejsce w Deinze, a meta w Wevelgem. Wyścig figurował w rankingu światowym UCI World Tour 2017.

## Uczestnicy
Na starcie tego klasycznego wyścigu stanęło 25 zawodowych ekip, osiemnaście drużyn jeżdżących w UCI World Tour 2017 i siedem profesjonalnych zespołów zaproszonych przez organizatorów z tzw. "dziką kartą".
Wyjątkiem była drużyna Wanty-Groupe Gobert, która nosi numery 191 oraz od 193 do 199. Dzieje się tak, ponieważ organizatorzy postanowili nie używać numeru 192, z którym podczas Gandawa-Wevelgem 2016 jechał tragicznie zmarły Antoine Demoitié.
| Numery  | Kod | Drużyna              |
| ------- | --- | -------------------- |
| 1-8     | BOH | Bora-Hansgrohe       |
| 11-18   | QST | Quick-Step Floors    |
| 21-28   | LTS | Lotto Soudal         |
| 31-38   | BMC | BMC Racing Team      |
| 41-48   | ALM | Ag2r-La Mondiale     |
| 51-58   | AST | Astana Pro Team      |
| 61-68   | TBM | Bahrain-Merida       |
| 71-78   | CDT | Cannondale-Drapac    |
| 81-88   | FDJ | FDJ                  |
| 91-98   | MOV | Movistar Team        |
| 101-108 | ORS | Orica-Scott          |
| 111-118 | DDD | Dimension Data       |
| 121-128 | KAT | Team Katusha-Alpecin |

| Numery  | Kod | Drużyna                      |
| ------- | --- | ---------------------------- |
| 131-138 | TLJ | Team LottoNL-Jumbo           |
| 141-148 | SKY | Team Sky                     |
| 151-158 | SUN | Team Sunweb                  |
| 161-168 | TFS | Trek-Segafredo               |
| 171-178 | UAD | UAE Team Emirates            |
| 181-188 | SVB | Sport Vlaanderen–Baloise     |
| 191-198 | WGG | Wanty-Groupe Gobert          |
| 201-208 | VWC | Verandas Willems-Crelan      |
| 211-218 | COF | Cofidis                      |
| 221-228 | WVA | WB-Veranclassic-Aqua Protect |
| 231-238 | ICA | Israel Cycling Academy       |
| 241-248 | RNL | Roompot-Nederlandse Loterij  |

## Klasyfikacja generalna
| M-ce | Imię i nazwisko   | Kraj      | Drużyna           | Czas       |
| ---- | ----------------- | --------- | ----------------- | ---------- |
| 1.   | Greg Van Avermaet | Belgia    | BMC Racing Team   | 5h 39' 05" |
| 2.   | Jens Keukeleire   | Belgia    | Orica-Scott       | + 0"       |
| 3.   | Peter Sagan       | Słowacja  | Bora-Hansgrohe    | + 6"       |
| 4.   | Niki Terpstra     | Holandia  | Quick-Step Floors | + 6"       |
| 5.   | John Degenkolb    | Niemcy    | Trek-Segafredo    | + 6"       |
| 6.   | Tom Boonen        | Belgia    | Quick-Step Floors | + 6"       |
| 7.   | Jens Debusschere  | Belgia    | Lotto Soudal      | + 6"       |
| 8.   | Michael Matthews  | Australia | Team Sunweb       | + 6"       |
| 9.   | Fernando Gaviria  | Kolumbia  | Quick-Step Floors | + 6"       |
| 10.  | Sacha Modolo      | Włochy    | UAE Team Emirates | + 6"       |
|      |                   |           |                   |            |
| 94.  | Maciej Bodnar     | Polska    | Bora-Hansgrohe    | + 7' 26"   |
| 109. | Łukasz Wiśniowski | Polska    | Team Sky          | + 13' 47"  |